# Kírishi
Kírishi (en ruso: Кириши) es una localidad del óblast de Leningrado, en Rusia. Es el centro administrativo del raión de nombre homónimo, y se encuentra ubicada en la orilla derecha del río Vóljov, 115km al sudeste de San Petersburgo. Cuenta con una población de 54 384 (2010).
El nombre de la ciudad proviene del río Kírisha, un afluente del río Vóljov. 
Fue documentada por primera vez 1693. En 1943, durante la Segunda Guerra Mundial, fue totalmente destruida. Fue reconstruida en 1960. Adquirió el estatus de górod (ciudad) en 1965.

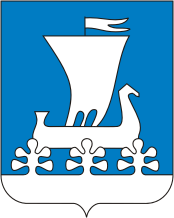
Escudo de Kírishi de 1997.